# Tauernkogel
Tauernkogel – szczyt w grupie Tennengebirge, części Północnych Alp Wapiennych. Leży w Austrii w kraju związkowym Salzburg. Szczyt można zdobyć ze schroniska Dr.-Heinrich-Hackel-Hütte.